# Willa „Ave”
Willa „Ave” – zabytkowa willa znajdująca się przy ul. Wilanowskiej 37 (dawniej 20-lecia PRL 37/37A ) w miejscowości Konstancin-Jeziorna pod Warszawą.

## Historia
W 1901 roku Aleksander Mann ożenił się z Janiną Pierożyńską. Kupili od Towarzystwa Ulepszonych Miejscowości Leczniczych działkę w osadzie Obory-Konstancin. Rosło na niej kilka dębów, buki i sosny. Dwa budynki, których budowę ukończono w 1904 roku zaprojektował Jan Henrich. Większy to willa Ave, a mniejszy to willa Diana nazywana czasem „małą Ave”. W budynku tym syn Aleksandra Mariusz urządził sobie pracownię malarską.
Aleksander Mann właściciel firmy „Fabryka Narzędzi Chirurgicznych, Weterynaryjnych i Narzędzi Stalowych Ostrych Alfons Mann, Spółka Akcyjna” w latach 30. XX wieku podczas gry w pokera postawił swoją willę do puli i przegrał. Gdy zwycięzca – adwokat Marian Niedzielski przyjechał odebrać wygraną, Krystyna Mannowa wskazała mu willę Diana. Dzięki temu rodzina zachowała dom. Po śmierci Aleksandra (1929) syn Mariusz z matką wyjechał do Warszawy, a willa po rozbudowie i powiększeniu parceli o dwie sąsiednie działki stała się pensjonatem. Administratorką była Celina Wasilewska, a w wilii mieszkali: Stefan Żeromski (przed zakupem własnej willi „Świt”), Wacław Gąsiorowski czy Zbigniew Turski.
Mariusz ożenił się z Krystyną z Walickich. Wziął udział w kampanii wrześniowej, a potem działał w AK. Podczas II wojny światowej rodzina zamieszkała w Konstancinie. Po wojnie pozostawiono jej parter, a na piętrze zamieszkali lokatorzy. Budynek niszczał. Musiano usunąć 8 rzeźb. które górowały nad dachem. Dodatkowo w Tatrach zginęła jedyna córka Mannów Marta. Mariusz Mann zmarł w 1971 roku, a jego żona Krystyna w 1974, wkrótce po sprzedaży willi Papierni. Zakład wyremontował budynek dopiero w latach 80. XX wieku dzieląc parter na mieszkania i dokwaterowując kolejnych lokatorów. W latach 90. XX wieku willę kupił od skarbu państwa przedsiębiorca Andrzej Krzyżanowski. Aby pozbyć się lokatorów musiał zapewnić im lokale zastępcze.